# Jean Bagration
Pour les articles homonymes, voir Bagration.
Jean Bagration ou Jean de Kakhétie (7 novembre 1730 – 28 septembre 1795 à Moscou) est un prince géorgien du XVIIIe siècle.

## Biographie
Jean (Ioani) Bagration est né dans le royaume de Kakhétie, en Géorgie orientale, le 7 novembre 1730. Il est le fils unique de Nazar Ali Mirza, qui a été régent de Kakhétie pour le compte des Perses de 1736 à 1739, et de son épouse, Mariami Kvenipneveli-Sidamoni, fille du duc de Ksani.
Devenu l'héritier légitime de la Couronne de Kakhétie, il doit quitter la Géorgie avec précipitation à la mort de son père en 1739 afin de ne pas tomber dans les mains de son oncle Teimouraz, qui devient roi en opposition aux Perses. Il se réfugie en Russie où il est accueilli par l'Impératrice Anne Ire, qui lui offre une demeure à Moscou. Il change son nom et devient Ivan Alexandrovitch Gruzinsky.
Jean de Kakhétie meurt à Moscou le 28 septembre 1795.

## Vie privée
Il a eu de son épouse inconnue un seul fils :
- Petré Ivanovitch Gruzinsky, dont le destin est inconnu.